# Пустимјерж
Пустимјерж (чеш. Pustiměř) је насељено мјесто са административним статусом сеоске општине (чеш. obec) у округу Вишков, у Јужноморавском крају, Чешка Република.

## Становништво
Према подацима о броју становника из 2014. године насеље је имало 1.711 становника.